# Jewhen Pronjuk

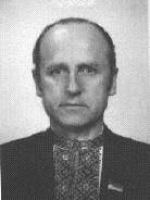
Jewhen Pronjuk

Jewhen Wassyljowytsch Pronjuk (ukrainisch Євген Васильович Пронюк; * 26. September 1936 in Chomiakówka, Woiwodschaft Stanislau, Polen; † 21. August 2023) war ein sowjetischer Dissident, ukrainischer Autor und Politiker sowie Ehrenvorsitzender der All-Ukrainischen Vereinigung für politische Gefangene und Opfer von Repressionen.

## Leben
Jewhen Pronjuk kam im heute ukrainischen Rajon Tysmenyzja (Oblast Iwano-Frankiwsk) liegenden Dorf Chomjakiwka als Sohn eines Schmiedes zur Welt. 1945 verhaftete der NKWD seinen Vater, der als Mitglied der Untergrundorganisation OUN-UVO zu 15 Jahren Zwangsarbeit in den Minen des nordrussischen Arbeitslagers Workuta verurteilt wurde. 1947 wurde Jewhen Pronjuk gemeinsam mit seiner Familie in eine spezielle Siedlung ins kasachische Karaganda deportiert. Nachdem seine Mutter bedingt durch die harte Arbeit gestorben war, kamen er und sein Bruder in ein Waisenhaus in Saransk und später nach Karkaralinsk. 1952 kam Jewhen Pronjuk nach Kiew, wo er unter anderem als Dreher und Elektroschweißer arbeitete und ab 1957 parallel studierte, bis er 1960 seinen Arbeitsplatz verließ.
Von 1957 bis 1962 studierte er an der philosophischen Fakultät der Universität Kiew und war anschließend als wissenschaftlicher Mitarbeiter des Instituts für Philosophie der Akademie der Wissenschaften der USSR tätig.
Seit den späten 1950er Jahren war er Mitglied der ukrainischen Menschenrechtsbewegung. 1964 schrieb er den Samisdat-Artikel Staat und Aufgaben der ukrainischen Befreiungsbewegung. Danach war Pronyuk zunehmend Repressalien durch den KGB ausgesetzt und wurde schließlich am 6. Juli 1972 verhaftet, unter anderem wegen antisowjetischer Agitation und Propaganda angeklagt und im Dezember 1973 zu 7 Jahren Arbeitslager und 5 Jahren Verbannung verurteilt. Seine Haft verbrachte er bis 1984 in den Lagern Nr. 35, 37, 36 in Perm. 1994 wurde er rehabilitiert.
1988 war er Gründungsmitglied und Vorstandsmitglied der ukrainischen Helsinki-Union (UHU).
Von 1990 bis 1994 war Pronjuk Abgeordneter des Kiewer Stadtrates und von 1994 bis 1998 Abgeordneter der Werchowna Rada, dem ukrainischen Parlament.
Jewhen Pronjuk verfasste etwa achtzig wissenschaftliche Werke über die Geschichte der ukrainischen Philosophie und Politikwissenschaft und ist Autor des Buches Man kann nicht für Brot mit Freiheit zahlen (За хліб не платять свободою) von 2010.

## Ehrungen
Jewhen Pronjuk erhielt zahlreiche Ehrungen. Darunter:
- Held der Ukraine (2006)[2]
- Ukrainischer Orden der Freiheit (2010)[2]
- Ukrainischer Verdienstorden 1. Klasse (2005), 2. Klasse (2001), 3. Klasse (1996)[4]